# Lhasa Apso
Lhasa apso je populární společenské plemeno psa původem z Tibetu. Jedná se o psa malého vzrůstu s hravou a tvrdohlavou povahou.

## Historie

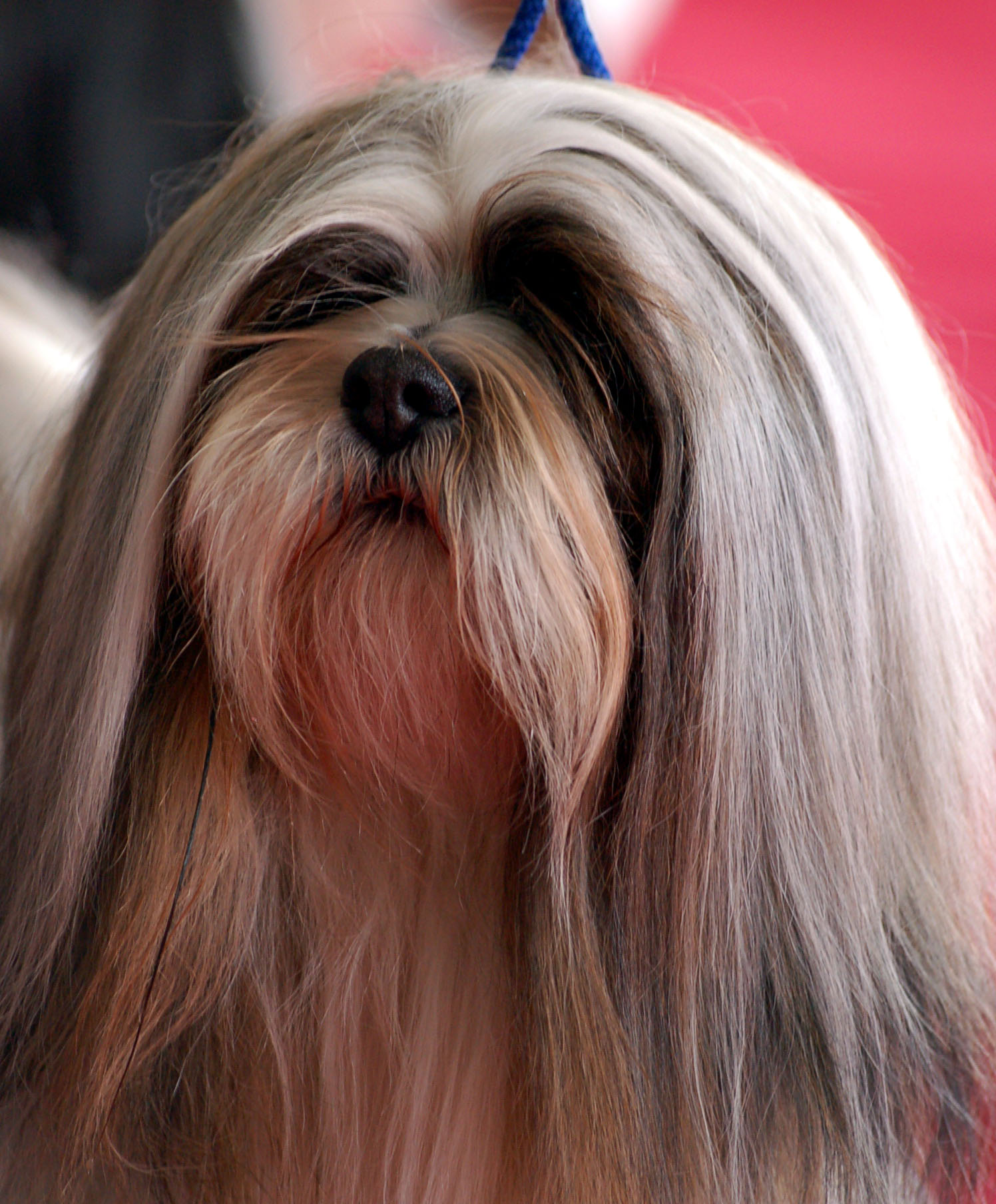

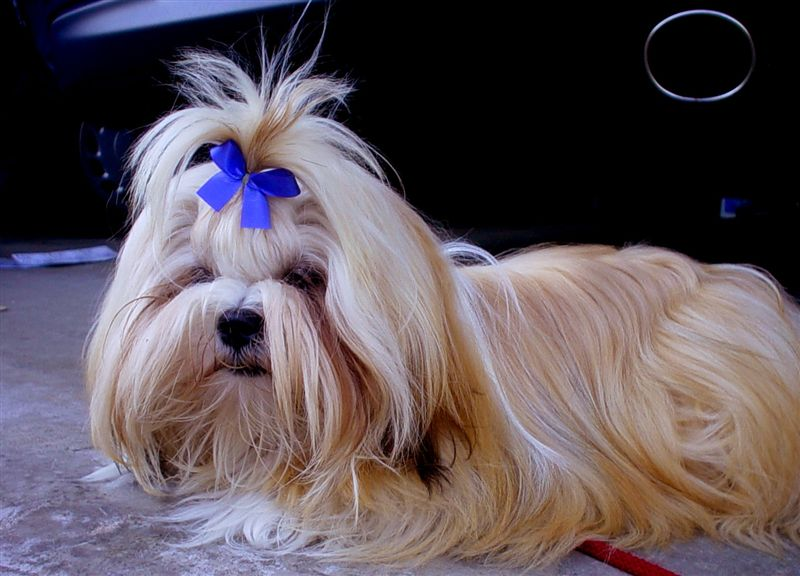

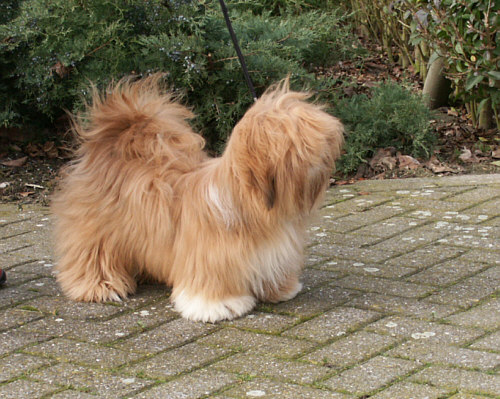

Lhasa apso je plemeno psa pocházející z Tibetu, jehož historie sahá daleko před náš letopočet, odhady jsou asi 800 př. n. l. Předchůdci tohoto plemene nejsou známí.
První jedinci tohoto plemene dorazili do Velké Británie na začátku 20. let 19. století a krátce poté byli předvedeni na výstavě v Londýně. Když byli prvně spatřeni ve Velké Británii, byli zaměňováni za jiná orientální plemena a označeni jako „Lhasa Teriéři“. Klub chovatelů Lhasa Apso byl ustanoven ve Velké Británii v roce 1933.
Do 30. let 20. století to bylo vcelku neznámé plemeno které se vyskytovalo jen ve své rodné zemi, důvod byl prostý — lhasa apso nesměl být v zemi svého původu nikdy prodán, mohla být pouze darována. Do Evropy se dostala v roce 1928. V Tibetu ji najdete pod názvem Apso sent-kte, to znamená štěkající lví strážní pes. Dnes je lhasa apso vyhledávaným společenským plemenem po celém světě – v Evropě, Austrálii, Americe a všude se těší velké oblibě.

## Vzhled
Pes jemné konstrukce s velmi lehkým tělem i kostrou, dominantní svojí dlouhou, rovnou a na dotek hebkou srstí. Hebká srst tohoto plemene vyžaduje pročesávání a neustále roste, také dobře izoluje proti zimě, nikoli proti vodě. Většinou má břidlicovou nebo pískovou barvu. Nejméně se pak vyskytuje čistě černá.
Hlava je středně široká, dlouhá a hodně osrstěná, stejně jako zbytek těla. Trochu klenutá. Stop je střední, z profilu dobře viditelný. Oči tmavé. Středně velké, umístěné frontálně, oválné a plné, bělmo většinou není moc vidět. Uši jsou zavěšené, bohatě osrstěné. Podlouhlé, pokud je srst na nich ostříhaná, je vidět, že jsou do tvaru V.
Krk je rovný, silný a dobře klenutý. Srst na něm netvoří límec. Hřbet je rovný. V podstatě je úzký, ale objemná srst dodává dojmu, že je široký. Hřbetní linie je dlouhá. Ocas nasazen vysoko, nesen nad hřbetem. Často má na špičce háček. Dobře osrstěný. Nohy jsou dobře vyvinuté, krátké a dobře osvalené. Tlapky kulaté.

## Povaha
Veselý, hravý a milující celou svoji rodinu. Také je tvrdohlavý a sebevědomý. Inteligence ani sebevědomí mu rozhodně nechybí a je výborný hlídač. Cizí ignoruje, ale nesmí se k nim chovat agresivně nebo být v jejich přítomnosti uštěkaný. K dětem i ostatním zvířatům má skvělý vztah, ovšem některé dětské hrátky mu mohou být nepříjemné. Pokud bude mít špatnou zkušenost s jinými zvířaty ve štěněcím věku, zapamatuje si ji a bude se jich stranit nebo se u něj začne vyskytovat agrese vůči nim. Potřebuje výchovu, která nebude tvrdá, ale jasně v ní určíte bariéry a nežádoucí chování nebudete tolerovat. Může mít sklony k uštěkanosti.

## Péče
Péče o srst lhasa apso se může na první pohled zdát jako velmi náročná na čas, ale časem zjistíte, že si bohatě vystačí s pročesáním srst 1× týdně. Pouze ve štěněcím věku je důležité srst každodenně vyčesávat, to až do osmi měsíců, pak to již není nutné. Je možné ji balíčkovat nebo jinak natáčet, ale není to potřeba. Koupel 1x měsíčně bohatě postačí. Pokud chcete svého psa často koupat třeba v rybníku nebo řece, měli byste ho před tím nechat ostřihat, aby ho dlouhá srst nestáhla ke dnu. Při pravidelné péči zkontrolujte psovi také uši, ve kterých mohou růst chloupky, které je potřeba je vytrhnout. Dobrý pozor byste si měli dát na váhu – lhasa apso mívají dobrý apetit a následkem toho i problémy s nadváhou.
Výchova je důležitá. Musí být důkladná a důsledná, ale bez bití. Potřebuje určit hranice svého chování a nežádoucí zakazovat.
Procházky nevyžaduje, ale v určité míře se může přizpůsobit svému chovateli.

## Využití
Toto plemeno je oblíbený společník dnes a bylo tomu tak i v minulosti v Tibetu. Velmi dobrý je ale v různých psích sportech, často ho uvidíme třeba v agility. Není to dobrý stopař.